# Melionyx
Melionyx är ett fågelsläkte i familjen honungsfåglar inom ordningen tättingar: Släktet omfattar tre arter som förekommer på Nya Guinea:
- Sothonungsfågel (M. fuscus)
- Långskäggig honungsfågel (M. nouhuysi)
- Kortskäggig honungsfågel (M. princeps)

Arterna placeras traditionellt i släktet Melidectes, men har tillsammans med nära släktingarna sothonungsfågel och kortskäggig honungsfågel lyfts ut till det egna släktet Melionyx efter genetiska studier publicerade 2019.